# Pruikspinnetje
Het pruikspinnetje (Leptothrix hardyi) is een spinnensoort in de taxonomische indeling van de hangmatspinnen (Linyphiidae).
Het dier komt uit het geslacht Leptothrix. Leptothrix hardyi werd in 1850 beschreven door John Blackwall.